# ليكتين
| link = | هذه المقالة يمكن توسيعها اعتمادا على الترجمة في ويكيبيديا الإنجليزية. اضغط [هنا] للتعليمات. - تُعدُّ الترجمةُ الآليةُ من كوكل بمثابةِ نقطةِ انطلاقٍ مُفيدةٍ للترجمات، ولكن يَجبُ على المُترجمينَ مُراجعةُ الأخطاءِ الّتي قد تُصاحبُ الترجمةَ حسبَ الضرورة، والتأكيد على دقةِ الترجمة، بدلاً من مجردِ نسخِ النصِّ المُترجمِ آلياً إلى ويكيبيديا. - لا تُترجمِ النصَّ الذي يبدو غيرَ موثوقٍ أو مُنخفضَ الجودة. تَحقِّقْ من النص بالتأكدِ من المَراجعِ الواردةِ في المقالةِ باللغةِ الأجنبية «إذا كان ذلك مُمكناً». - يجب إضافة قالب {{صفحة مترجمة}} بعد الترجمة إلى صفحة نقاش المقالة لضمان الامتثال لحقوق النشر. - لمزيد من الإرشاد، انظر ويكيبيديا:ترجمة مقالات إلى العربية. |

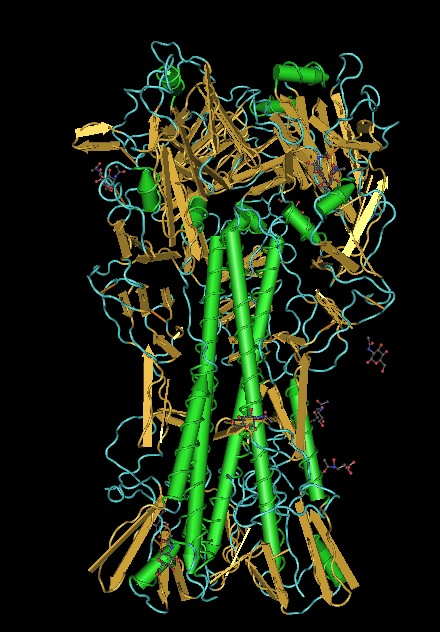
راصة دموية

اللِيكْتِين (ج: اللِيكْتِينات) (بالإنجليزية: Lectin)‏ هو بروتين معقد أو بروتين سكري يربط هياكل كربوهيدرات محددة وهذا يعطيه القدرة على ربط خلايا أو أغشية خلوية واحداث التفاعلات الكيميائية الحيوية من هناك. على الرغم من ان هذه البروتينات قادرة على بدأ مجموعة من التفاعلات، الا إنها لا تمارس أي نشاط انزيمي. الليكتينات يمكن أن تؤثر على عمليات الأيض المختلفة مثل انقسام الخلايا وانتاج البروتين الحيوي وتراص الخلايا وعلى الجهاز المناعي. اللكتينات منتشرة بكثرة في الكائنات فهي تنتج من الحيوانات والنباتات والمخلوقات المجهرية. بعض اللكتينات تشبه المضادات الحيوية من حيث المفعول ولذلك فان النباتات تنتجها لحماية نفسها من الطفيليات.